# سیرو گرا
سیرو گرا (انگلیسی: Ciro Guerra؛ زادهٔ ۶ فوریهٔ ۱۹۸۱) یک کارگردان، و فیلم‌نامه‌نویس اهل کلمبیا است.